# Steinwiesen
Steinwiesen er en købstad (markt) i Landkreis Kronach i Regierungsbezirk Oberfranken i den tyske delstat Bayern.

## Geografi
Steinwiesen ligger i Naturpark Frankenwald i dalen til floden Rodach, der er en biflod til Main.

### Inddeling
I kommunen ligger ud over Steinwiesen, landsbyerne:
- Neufang
- Nurn
- Schlegelshaid
- Birnbaum